# فهرست نخست‌وزیران بنگلادش
فهرست نخست‌وزیران بنگلادش (بنگالی: বাংলাদেশের প্রধানমন্ত্রীদের তালিকা) پس از اعلام استقلال این کشور در سال ۱۹۷۱

## Key
Bangladesh Awami League /  BAKSAL 

      Bangladesh Nationalist Party

      Jatiya Party

      مستقل

## نخست وزیران
| #                                         | نام (زاده–درگذشته)                                      | پرتره | Entered office | Left office            | حزب سیاسی                    |
| ----------------------------------------- | ------------------------------------------------------- | ----- | -------------- | ---------------------- | ---------------------------- |
| ۱                                         | تاج‌الدین احمد (۱۹۲۵–۱۹۷۵)                               |       | ۱۱ آوریل ۱۹۷۱  | ۱۲ ژانویه ۱۹۷۲         | Bangladesh Awami League      |
| ۲                                         | شیخ مجیب‌الرحمن (۱۹۲۰–۱۹۷۵)                              |       | ۱۲ ژانویه ۱۹۷۲ | ۲۵ ژانویه ۱۹۷۵         | Bangladesh Awami League      |
| ۳                                         | محمد منصور علی (۱۹۱۷–۱۹۷۵)                              |       | ۲۵ ژانویه ۱۹۷۵ | ۱۵ اوت ۱۹۷۵            | BAKSAL                       |
| انحلال پست (۱۵ اوت ۱۹۷۵ – ۲۹ ژوئن ۱۹۷۸)   |                                                         |       |                |                        |                              |
| —                                         | مشیر رحمان (۱۹۲۴–۱۹۷۹) Senior Minister                  |       | ۲۹ ژوئن ۱۹۷۸   | ۱۲ مارس ۱۹۷۹           | Bangladesh Nationalist Party |
| ۴                                         | شاه عزیز رحمان (۱۹۲۵–۱۹۸۸)                              |       | ۱۵ آوریل ۱۹۷۹  | ۲۴ مارس ۱۹۸۲ (deposed) | Bangladesh Nationalist Party |
| انحلال پست (۲۴ مارس ۱۹۸۲ – ۳۰ مارس ۱۹۸۴)  |                                                         |       |                |                        |                              |
| ۵                                         | عطا رحمان خان (۱۹۰۵–۱۹۹۱)                               |       | ۳۰ مارس ۱۹۸۴   | ۹ ژوئیه ۱۹۸۶           | Jatiya Party                 |
| ۶                                         | میزان رحمان چادهوری (۱۹۲۸–۲۰۰۶)                         |       | ۹ ژوئیه ۱۹۸۶   | ۲۷ مارس ۱۹۸۸           | Jatiya Party                 |
| ۷                                         | مودود احمد (۱۹۴۰–۲۰۲۱)                                  |       | ۲۷ مارس ۱۹۸۸   | ۱۲ اوت ۱۹۸۹            | Jatiya Party                 |
| ۸                                         | غازی ظفر احمد (۱۹۳۹–۲۰۱۵)                               |       | ۱۲ اوت ۱۹۸۹    | ۶ دسامبر ۱۹۹۰          | Jatiya Party                 |
| انحلال پست (۶ دسامبر ۱۹۹۰ – ۲۰ مارس ۱۹۹۱) |                                                         |       |                |                        |                              |
| ۹                                         | خالده ضیا (۱۹۴۴–)                                       |       | ۲۰ مارس ۱۹۹۱   | ۳۰ مارس ۱۹۹۶           | Bangladesh Nationalist Party |
| —                                         | محمد حبیب رحمان (۱۹۲۸–۲۰۱۴) Chief Adviser               |       | ۳۰ مارس ۱۹۹۶   | ۲۳ ژوئن ۱۹۹۶           | مستقل                        |
| ۱۰                                        | شیخ حسینه (۱۹۴۷–)                                       |       | ۲۳ ژوئن ۱۹۹۶   | ۱۵ ژوئیه ۲۰۰۱          | Bangladesh Awami League      |
|                                           | لطیف رحمان (۱۹۳۶–۲۰۱۷) Chief Adviser                    |       | ۱۵ ژوئیه ۲۰۰۱  | ۱۰ اکتبر ۲۰۰۱          | مستقل                        |
| (۹)                                       | خالده ضیا (۱۹۴۴–)                                       |       | ۱۰ اکتبر ۲۰۰۱  | ۲۹ اکتبر ۲۰۰۶          | Bangladesh Nationalist Party |
| —                                         | عیاض الدین احمد (۱۹۳۱–۲۰۱۲) President and Chief Adviser |       | ۲۹ اکتبر ۲۰۰۶  | ۱۱ ژانویه ۲۰۰۷         | مستقل                        |
| —                                         | فضل الحق (۱۹۳۸–) Acting Chief Adviser                   |       | ۱۱ ژانویه ۲۰۰۷ | ۱۲ ژانویه ۲۰۰۷         | مستقل                        |
| —                                         | فخرالدین احمد (۱۹۴۰–) Chief Adviser                     |       | ۱۲ ژانویه ۲۰۰۷ | ۶ ژانویه ۲۰۰۹          | مستقل                        |
| (۱۰)                                      | شیخ حسینه (۱۹۴۷–)                                       |       | ۶ ژانویه ۲۰۰۹  | ۵ اوت ۲۰۲۴             | Bangladesh Awami League      |
| انحلال پست (۵ اوت ۲۰۲۴)                   |                                                         |       |                |                        |                              |